# Walter Schlobach
Walter Schlobach (* 10. April 1875 in Böhlitz-Ehrenberg; † 14. April 1950 in Leipzig) war ein deutscher Unternehmer und Holzwarenfabrikant. Zusammen mit seinen Brüdern Curt Schlobach und Georg Schlobach war er Inhaber der Franz Schlobach Furnier- und Sägewerke in Böhlitz-Ehrenberg bei Leipzig.

## Leben

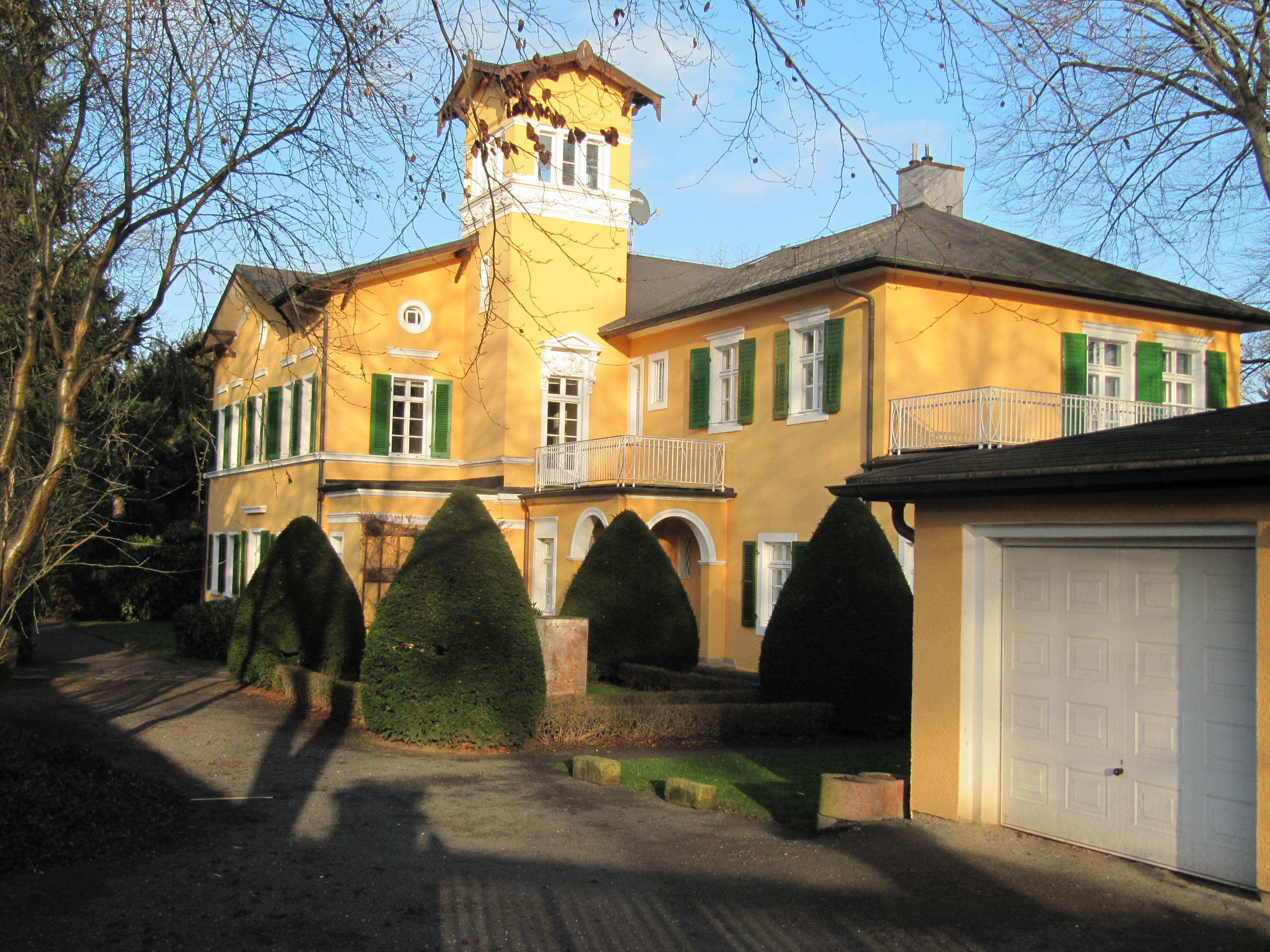
Unter Denkmalschutz stehende Villa

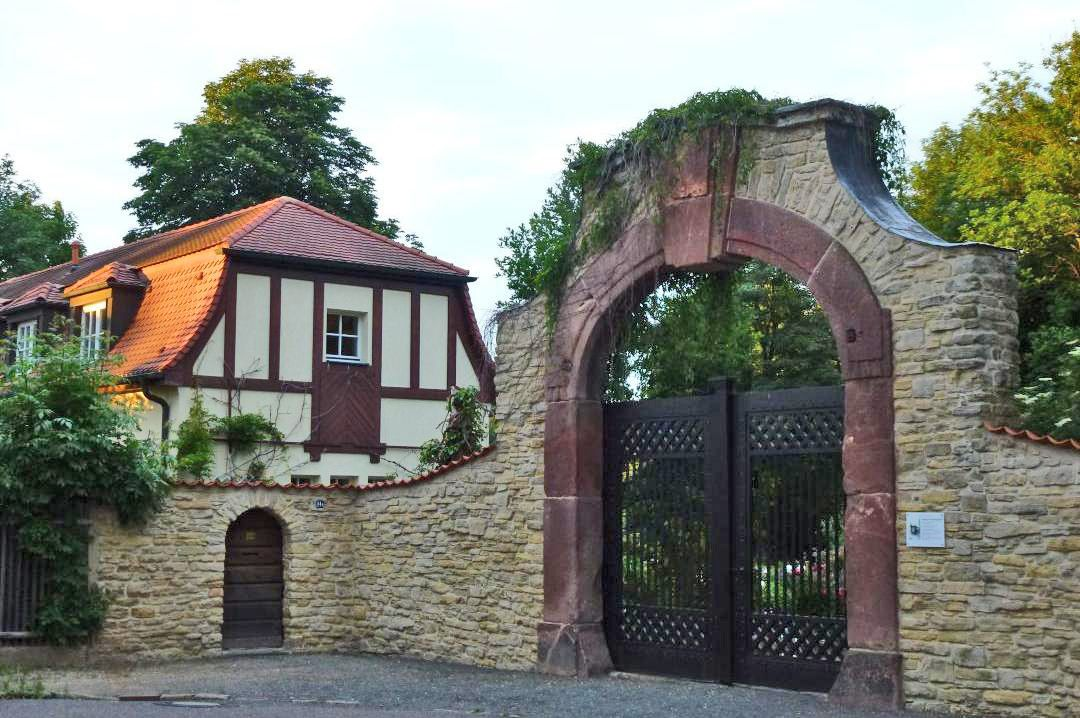
Das Schlobach-Haus in der Auenstraße 14

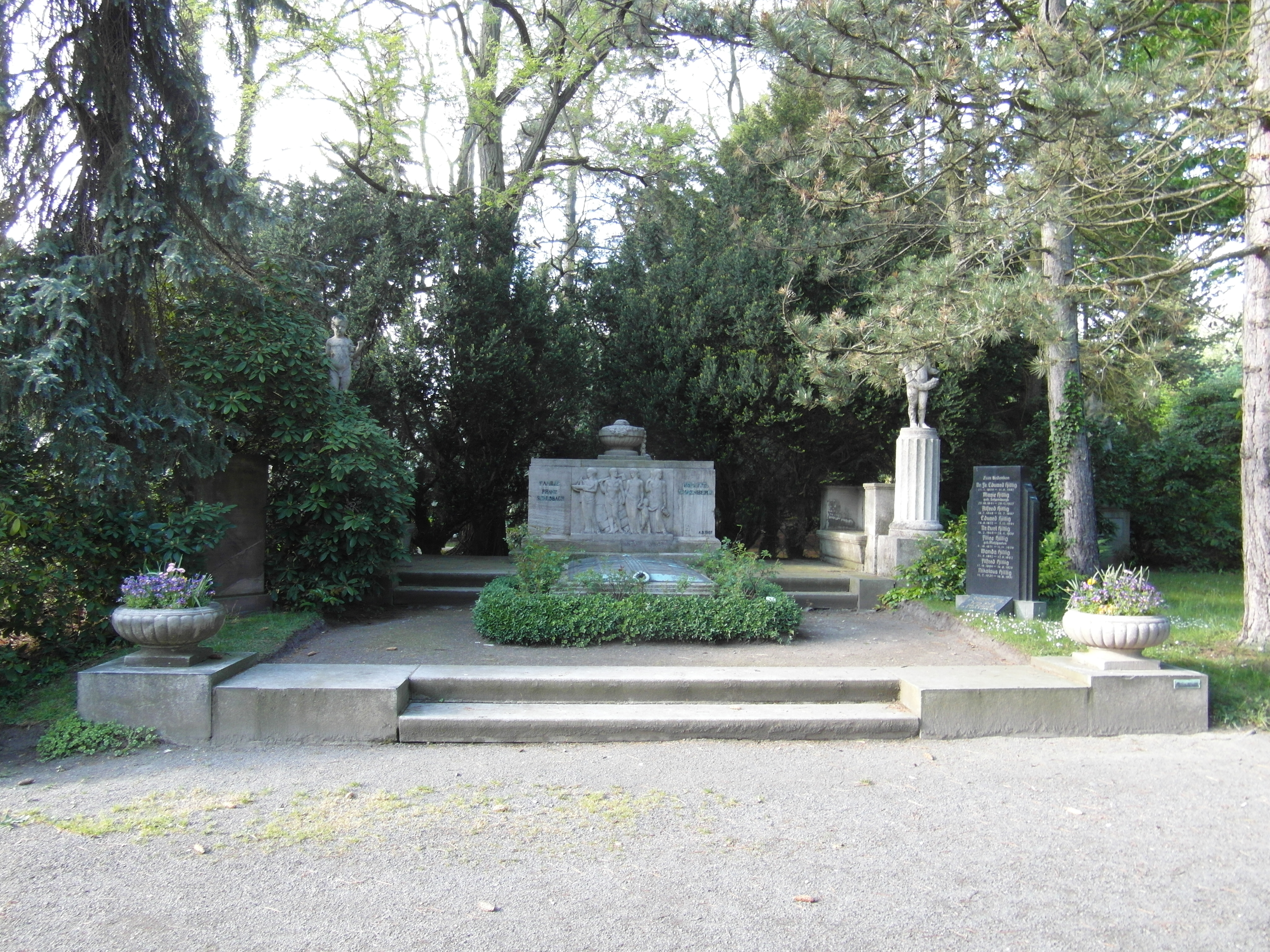
Grabstätte Familie Schlobach

Walter Schlobach wurde 1875 als Sohn des Holzwarenfabrikanten Franz Schlobach (1824–1907) und seiner Frau Helene geb. Bambach (1846–1912) geboren.
Nach Schulbesuch, kaufmännischer Ausbildung und Militärdienst trat er in die 1846 von seinem Vater gegründete Firma Franz Schlobach, Säge- und Furnierwerke, in Böhlitz-Ehrenberg bei Leipzig ein. Nach dem Ausscheiden seines Vaters im Jahr 1905 wurde er gemeinsam mit seinen Brüdern Curt und Georg Schlobach Mitinhaber dieses Unternehmens. Sie vergrößerten das Werk in Böhlitz-Ehrenberg und gründeten Tochterunternehmen in Hamburg-Wilhelmsburg und Deutsch-Eylau. Damit entwickelten sie es zu einem führenden Furnierhersteller und -lieferanten in Deutschland mit weltweiten Verbindungen. Die drei Brüder kauften in Gundorf 1913 14 ha Stiftungswald, in dem Schlobachs Hof errichtet wurde.
Walter Schlobach betätigte sich auch auf kommunaler Ebene. Er förderte gemeinsam mit seinen Brüdern die Entwicklung der Gemeinde Böhlitz-Ehrenberg und war zeitweise Mitglied des Gemeinderats.
Von 1914 bis 1918 nahm Walter Schlobach als Rittmeister der Reserve des Königlich Sächsischen 1. Husarenregiments „König Albert“ Nr. 18 und zuletzt als Chef einer Minenwerferkompanie an der Westfront am Ersten Weltkrieg teil.
Ab 1905 war er Vorsitzender des Leipziger Reitvereins und leitete als Master zahlreiche Hubertusjagden.
Seit 1902 war er Mitglied der Gesellschaft Harmonie (Leipzig).
Er bewohnte die im toskanischen Landhausstil erbaute und unter Denkmalschutz stehende Villa in der Auenstraße 14 in Böhlitz-Ehrenberg (Schlobach-Haus).
Nach seinem Tod wurde er im Familiengrab der Familie Schlobach auf dem Südfriedhof (Leipzig) beigesetzt.

## Ehrungen und Auszeichnungen
- Königlich Sächsischer Militär-St. Heinrichs-Orden, Ritterkreuz
- Königlich Sächsischer Albrechts-Orden mit Schwertern, Ritterkreuz I. Klasse
- Krone zum Königlich Sächsischen Albrechts-Orden, Ritterkreuz I. Klasse
- Eisernes Kreuz I. und II. Klasse

## Familie
Er war mit Helene geb. Pommer, einer Tochter des Königlich Sächsischen Baurats und Architekten Max Pommer verheiratet und hatte drei Kinder.